# Wohratal (gmina)
Wohratal – miejscowość i gmina w kraju związkowym Hesja, w rejencji Gießen, w powiecie Marburg-Biedenkopf.